# Ополонка

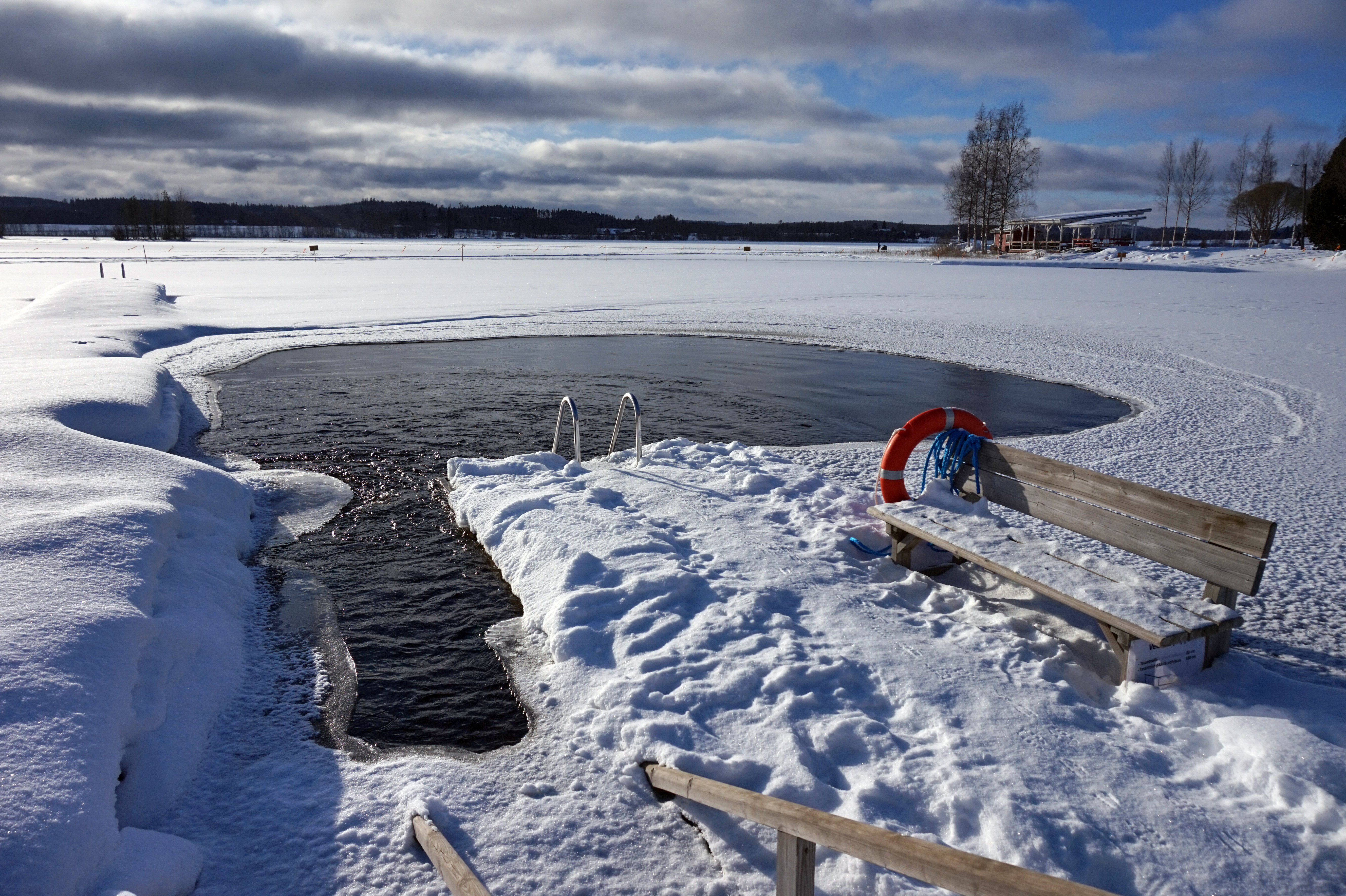
Ополонка для купання.

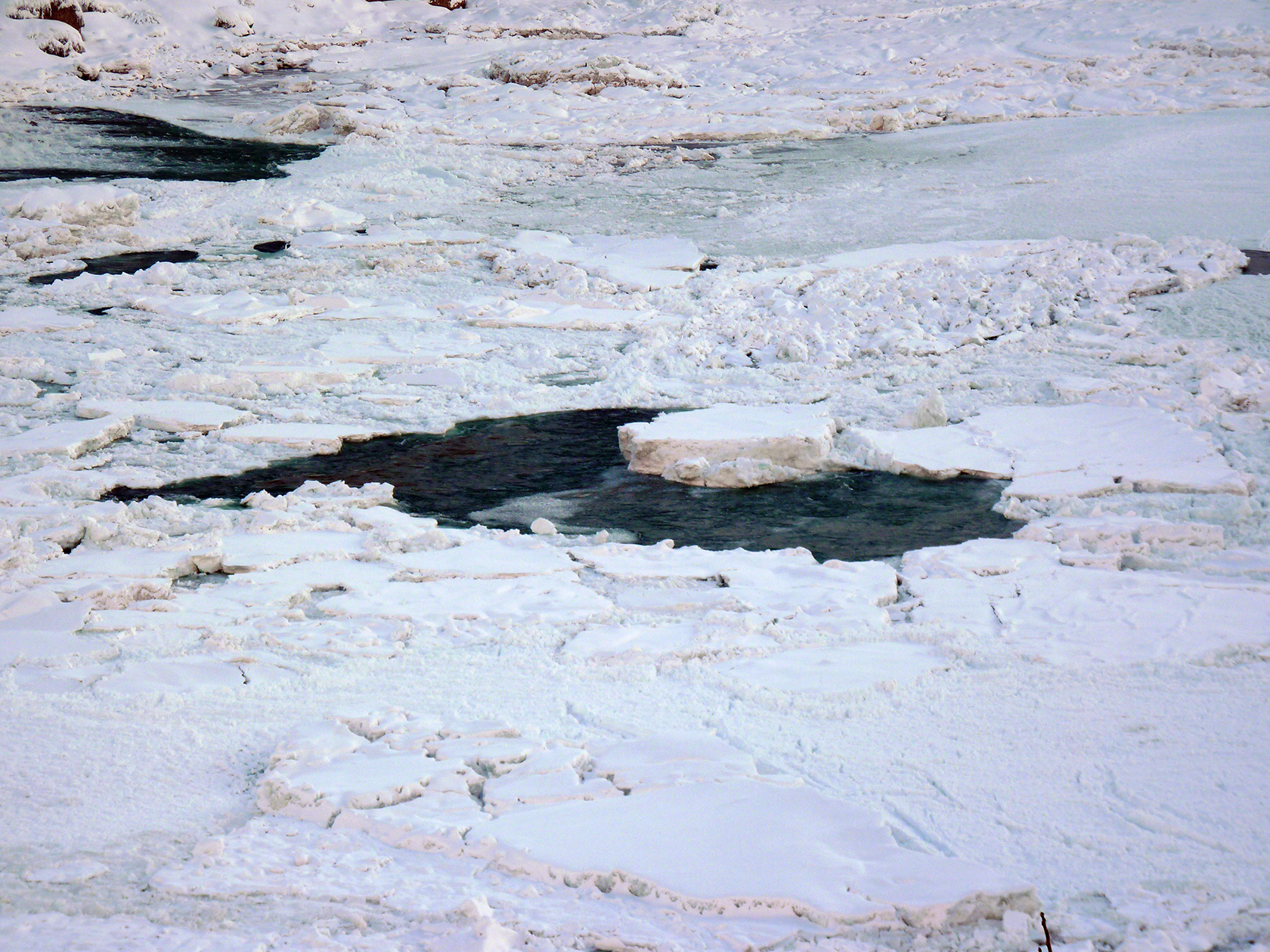
Природна ополонка.

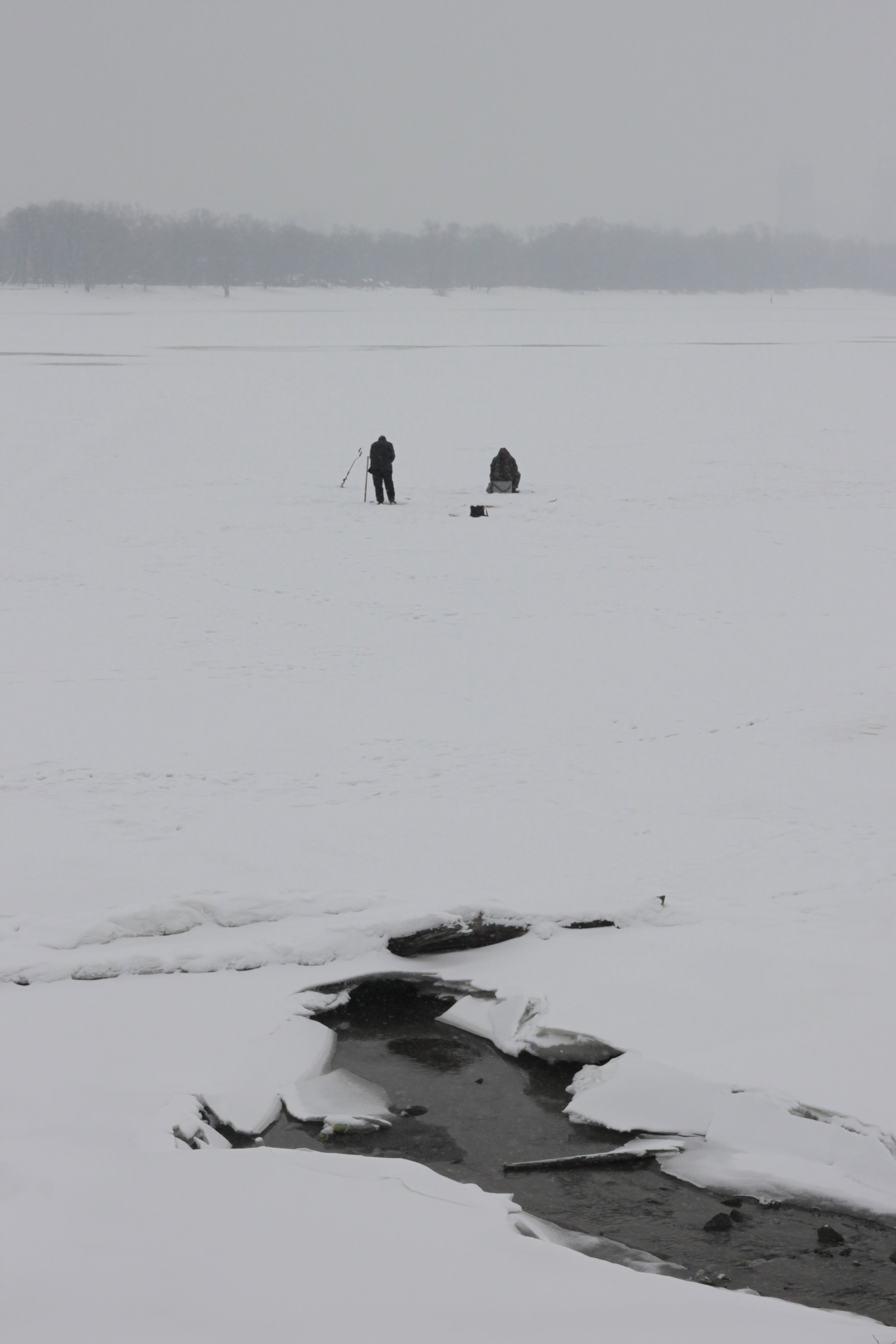
Природна ополонка на Дніпрі в Києві.

Ополо́нка, розм. поло́нка (прасл. *poln-, від *polъ — «порожній, відкритий») — простір чистої (відкритої) води в крижаному покриві річки чи в плавучих льодових полях моря і озера. Ополонки розрізняють штучні (прорубані отвори у кризі) та природні. При сильних морозах поверхня води в ополонці зазвичай заповнюється крижаною кашею.

## Штучні ополонки
Штучна ополонка — отвір, прорубаний у кризі замерзлої водойми. Використовуються такі ополонки для зимової риболовлі, полоскання білизни, зимового плавання.
Для пророблення ополонок використовують сокири і спеціальні ломи — плішні.
Штучну ополонку також називають про́рубом, про́рубкою, про́рубнею, історично — продухо́виною. Ополонку для ловлі риби, присипану купою снігу, називали дух.
Ополонка, зроблена для водосвяття на Водохреще, називається йорда́нь — у пам'ять про хрещення Ісуса Христа Іоанном Хрестителем у річці Йордан у Палестині.

## Природні ополонки
Природна ополонка — незамерзлий отвір або ділянка крижаного поля водойми, вкрита водою. Для них існують і інші назви: о́пар, про́лиз, про́лизень, пролизина, проми́вина, теплина, теплиця. Природні ополонки утворюються на річках у місцях зі швидкою течією, в зонах виходу ґрунтових вод, у нижніх б'єфах гребель водосховищ, у місцях скидання теплих вод промислових підприємств, у витоках річок із озер при розходженні льодів від їхнього руху. Останнє характерне для морів, де ополонки створюються, головним чином, вітрами.

## Морські ополонки
Ополонка в гляціології — вільна від льоду ділянка морського простору в арктичних і антарктичних водах.